# Su Niu de su Crobu

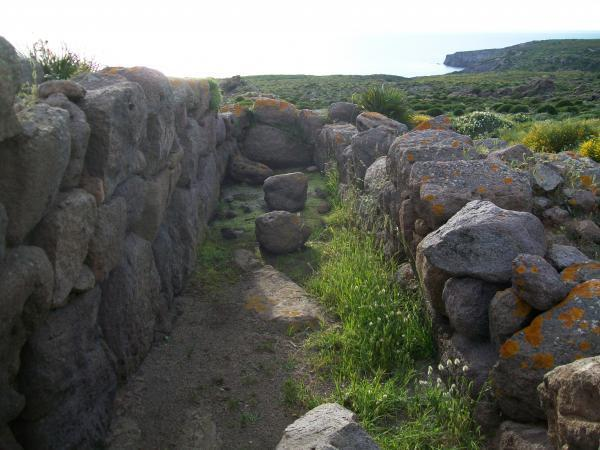
Kammer des Gigantengrabs von Su Niu de su Crobu

Das Gigantengrab von Su Niu de su Crobu (auch Su Niu 'e su Crobu) liegt auf einem meernahen, felsigen Hügel in Sa Corona de su Crabì, etwa 12 km südwestlich von Sant’Antioco auf der Insel Sant’Antioco in der Provinz Sulcis Iglesiente der Region Sardinien. Die in Sardu „Tumbas de sos zigantes“ und Italienisch (plur.) „Tombe dei Giganti“ genannten Bauten sind die größten pränuraghischen Kultanlagen Sardiniens und zählen europaweit zu den spätesten Megalithanlagen. Die 321 bekannten Gigantengräber sind Monumente der bronzezeitlichen Bonnanaro-Kultur (ca. 2200–1600 v. Chr.), die Vorläuferkultur der Nuraghenkultur ist.

## Typenfolge
Baulich treten Gigantengräber in zwei Varianten auf. Die Anlagen mit Portalstelen und Exedra gehören zum älteren nordsardinischen Typ. Bei späteren Anlagen besteht die Exedra statt aus monolithischen Stelen aus einer in der Mitte deutlich erhöhten Quaderfassade aus bearbeiteten und geschichteten Steinblöcken. Das Gigantengrab von Su Niu de su Crobu ist eine Anlage des jüngeren Typs (mit Quaderfassade).

## Beschreibung
Das beschädigte Gigantengrab besteht im Wesentlichen noch aus einer Apsidenkammer von etwas über 10 Metern Länge und einer durchschnittlichen Breite von 1,2 Metern. Die Steine, aus denen die Kammer besteht, sind kaum bearbeitet und in unregelmäßigen Reihen angeordnet. Der nach Osten ausgerichtete Zugang war vor der Beseitigung des Türsturzes durch Vandalismus (inzwischen behoben) trapezoid und verband die Kammer mit dem von der Exedra begrenzten Bereich. Diese besteht ebenfalls aus grob behauenen Steinen und hat eine Breite von etwa 15 Metern.
Im Bereich vor dem Zugang wurde unter Material, das 1977 durch eine Raubgrabung aufgehäuft wurde, das Fragment eines Zahnfrieses entdeckt, der wahrscheinlich die Exedra krönte. Die Ausgrabungen um den Zugang erbrachten Fragmente von elf hornförmigen Tuffsteinelementen, eine halbkugelförmige Schale mit flachem Boden und einen kleinen Topf. Die Bestattung wurde in die mittleren Bronzezeit (1600–1300 v. Chr.) datiert.
Etwa einen Kilometer entfernt liegen die Nuraghe und der heilige Brunnen von Grutti ’e Acqua.